# 天主教卡諾教區
天主教卡諾教區 （拉丁語：Diocesis Kanensis）是尼日利亞一個羅馬天主教教區，屬卡杜納總教區。
1991年3月22日設自治傳教區，1995年12月15日升為宗座代牧區。1999年6月22日升為教區。
2012年有教友190,310人（佔轄區人口1.8%）、卅四個堂區、四十七名司鐸。現任教區主教為若望‧尼伊林。